# Alice af Storbritannien
Prinsesse Alice Maud af Storbritannien (25. april 1843 – 14. december 1878) var en britisk prinsesse, der var det tredje barn af dronning Victoria af Storbritannien og dennes gemal, Albert af Sachsen-Coburg-Gotha. Gennem sit ægteskab med storhertug Ludvig 4. af Hessen og ved Rhinen var hun Storhertuginde af Hessen og ved Rhinen fra 1877 til 1878. Hun var oldemor til Prins Philip, hertug af Edinburgh, som var gift med Dronning Elizabeth 2. af Storbritannien.

## Biografi

### Barndommen
Prinsesse Alice blev født den 25. april 1843 på Buckingham Palace i London. Hun var det tredje barn og den anden datter af dronning Victoria af Storbritannien og hendes mand prins Albert af Sachsen-Coburg og Gotha. Hendes køn blev mødt med blandede følelser i offentligheden, og selv Statsrådet sendte en hilsen til Albert og udtrykte sin "lykønskning og kondolence" med fødslen af endnu en datter. Hun blev døbt den 2. juni 1843 med navnene Alice Maud Mary i The Private Chapel på Buckingham Palace af ærkebiskoppen af Canterbury William Howley. Hendes faddere ved dåben var Ernst August 1. af Hannover, Feodora af Leiningen, Ernst 2. af Sachsen-Coburg og Gotha og Sophia af Gloucester. Hun fik sit navn til ære for dronning Victorias første premierminister Lord Melbourne, som engang havde fortalt Victoria, at dette var hans yndlingsnavn til en pige.
Alices fødsel fik hendes forældre til at se sig om efter et større hjem for familien. Buckingham Palace var ikke udstyret med de private lejligheder, som Victorias voksende familie havde brug for, inklusive passende børneværelser. Derfor købte Victoria og Albert i 1844 Osborne House på Isle of Wight som et feriehjem for familien. Alice var som barn meget egenrådig og nysgerrig og havde flere gange stukket af fra sine guvernanter. Hun dannede stærke relationer til både sin storebror, Edward, og hendes søster, Victoria. Båndet til søsteren blev dog smallere efter at denne indgik ægteskab med Friedrich af Preussen. Alice brød sig ikke meget om ham og knyttede sig herefter endnu tættere til broderen.
Allerede i ungdomsårene viste hun stor interesse for sine medmennesker, var en fortrinlig sjælesørger og besøgte flere gange hospitaler, bl.a. under Krimkrigen i 1854. Hendes medfølelse og omsorg kom især til udtryk da faderen, Albert, pludselig blev voldsomt syg og efterfølgende døde i december 1861. Moderen gik i voldsom sorg og Alice fungerede i tiden efter som hendes private sekretær og repræsenterede hende også ved forskellige lejligheder.

### Ægteskab

#### Bejlere
Efter at have fået afsat sin ældste datter i 1858, begyndte Victoria at kigge sig om efter en mand til sin næste datter, Alice. Hun fik den ældste datter til at lave en liste med egnede bejlere. Der var kun to mulige kandidater: Vilhelm, fyrste af Oranien (der var tronfølger i Nederlandene) eller prins Albrecht af Preussen. Fyrsten af Oranien var imidlertid dybt forelsket i en katolsk ærkehertuginde og faldt heller ikke i Victorias smag, da han præsenterede sig ved hoffet. Alices svoger, Friedrich af Preussen, mente ikke, at Albrecht kunne stå mål med hendes kvaliteter. Søsteren, Victoria af Preussen, havde til gengæld fundet en god kandidat ved et besøg i Storhertugdømmet Hessen. Her havde hun været på udkig efter en kone til sin bror, og mødte storhertugens nevø, Ludwig. Han blev sendt til en præsentation ved hoffet i London og til al held blev de to meget glade for hinanden.

#### Bryllup
Alice og Ludwig blev forlovet i april 1861. Der var blevet tildelt en medgift på £30.000, hvilket faderen dog bemærkede ikke var meget til at leve for i det i forvejen forarmede Hessen. Paladset i Darmstadt, hvor Alice og Ludwig skulle bo, var gammelt og nedslidt og det britiske hof havde derfor en forventning om, at der ville blive bygget et nyt. Imidlertid var befolkningen i Hessen så fattige, at de under ingen omstændigheder ville acceptere en sådan ødsel med penge. Der var derfor inden brylluppet en generel modstand mod Alice blandt den hessiske befolkning.
Brudens far, Alberts, pludselige død i december 1861 satte en stopper for alle arrangementer, men Victoria krævede brylluppet gennemført. Parret blev gift 1. juli 1862 i spisesalen på Osborne House, som var indrettet til et midlertidig kapel. Brylluppet er siden blevet kaldt for mere dystert end en begravelse.
Ankomsten til Hessen var på trods gnidningerne ved forlovelsen, særdeles elskværdige og befolkningen jublede over deres nye prinsesse. Alice virkede, trods de mindre gode boligforhold i forhold til hvor hun kom fra, ganske lykkelig og tilbragte så meget tid som muligt i sit nye hjemland. Hun rejste først til Storbritannien igen i 1863 for at deltage ved sin brors bryllup med Alexandra af Danmark. Her fødte hun også sit første barn i overværelse af sin mor.

### Børn
Alice og Ludwig fik syv børn:
1. Viktoria af Hessen og ved Rhinen – (5. april 1863 – 24. september 1950)
2. Elisabeth af Hessen og ved Rhinen – (1. november 1864 – 18. juli 1918)
3. Irene af Hessen og ved Rhinen – (11. juli 1866 – 11. november 1953)
4. Ernst Ludwig af Hessen og ved Rhinen – (25. november 1868 – 9. oktober 1937)
5. Friedrich af Hessen og ved Rhinen – (7. oktober 1870 – 29. maj 1873)
6. Alexandra af Hessen og ved Rhinen – (6. juni 1872 – 17. juli 1918)
7. Marie af Hessen og ved Rhinen – (24. maj 1874 – 16. november 1878)

Familien flyttede i 1863 til en bedre bolig og det varede ikke længe før den voksede sig stor. Denne tilsyneladende lykke som Alice havde, gjorde hendes mor, Victoria, aldeles jaloux og de færre rejser til Storbritannien besværliggjorde forholdet mellem dem.

### Preussiske krige
Alice havde ved besøg på hospitaler truffet Florence Nightingale og hun blev en stor inspiration for hende. Ved den Preussisk-østrigske krig i 1866, hvor Hessen nærmest flød med kvæstede, gennemtrumfede Alice hendes principper om renlighed og ordentlig udluftning.
Ludwig havde som hærfører gået i krig og Hessen var allierede med Østrig. Dermed var Alice teknisk i krig mod sin storesøster Viktoria, som var kronprinsesse af Preussen. Hessen stod som taber af krigen, men undgik dog indlemmelse i Preussen, i modsætning til nabo-hertugdømmet Hessen-Kassel. Dette skyldes især en opfordring fra den russiske kejser Alexander 2., hvis kone netop var fra Hessen, og sikkert også støttet af Viktoria. Dog blev et mindre område overgivet til Preussen og besøget der, ganske kort efter overdragelsen, af Viktoria gjorde Alice særdeles vred.
I 1870-1871 skulle Ludwig atter føre sin hær frem i krig. Denne gang var det som allieret med Preussen mod Frankrig i den Fransk-preussiske krig. Alice og Ludwig så ikke meget til hinanden i den tid og Alice tilbragte en del tid i Storbritannien, hvor hun bl.a. behandlede sin bror, Edward, da han havde fået tyfus. Han blev rask igen, men moderen lod al æren gå til Edwards kone og var i det hele taget temmelig misfornøjet over sin datter.

### Tragedien
I begyndelsen af 1873 var Alice blevet klar over, at hun havde givet sin yngste søn, Friedrich, den arvelige blødersygdom hæmofili. Senere på året var drengen faldet ud af et vindue og døde få timer efter af en hjerneblødning. Alice var knust og knyttede sig herefter stærkt til sin nu eneste søn, Ernst Ludwig, samt sin nyfødte Marie. Først efter to år kunne hun atter deltage i officielle arrangementer. Det var også i disse år, at der begyndte at opstå uroligheder i ægteskabet. Hun følte ikke at han forstod hende, men var dog altid støttende og forsvarende overfor ham.
I løbet af få måneder døde først Ludwigs far, der var arving til storhertugdømmet, og derefter storhertugen selv. Ludwig og Alice var dermed det nye storhertugpar fra 13. juni 1877.
I begyndelsen af november 1878 vendte tragedien dog tilbage til familien. Alle undtagen Elisabeth blev syge med difteri. Den yngste datter, Marie, døde den 16. november og Alice selv døde en måned senere, præcist 17 år efter sin far.

## Eftermæle
Alice blev begravet fire dage efter sin død i hertugfamiliens private mausoleum og der blev rejst en obelisk i Darmstadt til minde for hende.
Ludwig giftede sig atter i 1884 med en borgerlig, men dette ægteskab blev annulleret året efter.
Alice's efterkommere kom til at spille en stor rolle i historien: Hendes datter, Alexandra blev kejserinde af Rusland i 1894. Hun gav desuden sygdommen hæmofili videre til sin søn og hele den kejserlige familie blev henrettet i 1918. En anden datter, Elisabeth blev gift med en russisk storfyrste og blev også henrettet i 1918. Hendes oldebarn gennem datteren Viktoria, Philip blev gift med den britiske dronning Elizabeth 2..